# Arjun Gill
Arjun Singh Gill (ur. 6 listopada 1991) – kanadyjski zapaśnik walczący w stylu wolnym. Dwukrotnie brał udział w mistrzostwach świata, zajął 14. miejsce w 2015. Wicemistrz igrzysk panamerykańskich w 2015 i trzeci na mistrzostwach panamerykańskich w 2015. Triumfator igrzysk wspólnoty narodów w 2014 roku.